# Jungle P
Jungle P (dove la "P" sta per party) è un brano musicale dal gruppo musicale giapponese 5050, pubblicato il 7 novembre 2007 come secondo singolo del gruppo. Il brano è stato utilizzato come quinta sigla di apertura per gli episodi dal 326 al 372 dell'anime One Piece, in sostituzione della precedente sigla Crazy Rainbow.

## Tracce
CD singolo
1. Jungle P
2. Blue☆Way
3. Jungle P (short edit)

## Classifiche
| Classifica (2004) | Posizione massima |
| ----------------- | ----------------- |
| Giappone (Oricon) | 87                |